# Richard Burden
Richard Haines Burden (né le 1er septembre 1954) est un homme politique du parti travailliste britannique qui est député de Birmingham Northfield de 1992 à 2019. Il est ministre fantôme des transports de 2013 à 2016 et de nouveau de 2016 à 2017 . Après les élections générales de 2017, il retourne à l'arrière-ban et est membre du Comité du développement international de la Chambre des communes.

## Jeunesse
Burden est né à Liverpool. Il fréquente le lycée technique de Wallasey, l'École polyvalente de Bramhall, le Collège de formation continue de St John, Manchester et l'Université d'York, où il obtient un diplôme en politique et est président de l'Union des étudiants en 1976; puis à l'Université de Warwick où il obtient une maîtrise en relations industrielles.
À sa sortie de l'université, il est nommé organisateur de la branche dans le Yorkshire du Nord au sein de l'Association des officiers du gouvernement national et local en 1979, devenant l'officier de district des West Midlands en 1981, poste qu'il occupe jusqu'à son élection à Westminster. Il est membre du Syndicat des transports et des travailleurs généraux qu'il rejoint en 1979.

## Carrière politique

### Entrée au Parlement
Il se présente pour le siège parlementaire de Meriden aux élections générales de 1987, où il est battu par le député conservateur Iain Mills par une marge de 16 820 voix. Il est ensuite sélectionné pour le siège marginal tenu par les conservateurs de Birmingham Northfield aux élections générales de 1992. Burden bat le député conservateur en exercice Roger King par seulement 630 voix. Il prononce son premier discours le 19 mai 1992 .
Après que le parti travailliste ait formé le gouvernement à la suite des élections générales de 1997, Burden est nommé Secrétaire parlementaire privé (PPS) du ministre d'État au ministère de l'Agriculture, de la Pêche et de l'Alimentation et son collègue député de Birmingham Jeff Rooker, et il reste PPS de Rooker lorsqu'il devient ministre d'État au Département de la sécurité sociale.

### Sur les bancs arrière
À la suite des élections générales de 2001, Burden devient membre du Comité spécial du commerce et de l'industrie et, après les élections de 2005, rejoint le Comité du développement international.
Sa circonscription de Birmingham Northfield a longtemps été dominée par le constructeur automobile local MG Rover, qui est entré en redressement après l'échec des négociations avec le constructeur automobile chinois Shanghai Automotive en avril 2005 . Le site a depuis été vendu au constructeur automobile chinois Nanjing Automotive .
Il est présent à la réunion à Birmingham avec les dirigeants du gouvernement travailliste Tony Blair et Gordon Brown ainsi que Tony Woodley le 8 avril 2005 lorsque l'avenir de MG Rover est décidé. Le gouvernement travailliste décide de ne plus apporter de soutien à MG Rover et, par conséquent, la société est placée en liquidation, avec 6 500 employés licenciés en plus de nombreux autres employés de ses concessionnaires automobiles et fournisseurs de composants au Royaume-Uni. Burden, en tant que député de Northfield, qui comprend Longbridge, soulève la question au Parlement de temps à autre, en ce qui concerne l'économie locale, les emplois et les compétences ,.
Burden vote contre son propre gouvernement travailliste à quelques reprises, notamment lors de l'invasion de l'Irak en 2003 et du projet de loi antiterroriste de 2005, qui comprend une disposition prévoyant la détention de suspects terroristes pendant 90 jours sans procès.
Il est réélu aux élections générales de mai 2010 .
Avec son ami et ancien député libéral Peter Hain, il est un partisan enthousiaste du système de vote alternatif qui n'est pas adopté lors du référendum de mai 2011.

### Banc avant
Burden devient ministre fantôme des transports sous Ed Miliband en 2013, avec la responsabilité des routes et de la sécurité routière, des agences automobiles, du cyclisme et des transports futurs .
Il conserve un poste de ministre de l'ombre sous Jeremy Corbyn devenu chef du parti en 2015 . Burden démissionne de ce poste à la suite d'un vote de défiance à l'égard de Corbyn par des membres du parti parlementaire, affirmant à Corbyn qu'il «aggravait la situation» en choisissant de rester leader travailliste . Il soutient Owen Smith dans la tentative infructueuse de remplacer Corbyn lors des élections à la direction du Parti travailliste de 2016 . Il rejoint le banc avant en tant que ministre fantôme des transports en octobre 2016, en charge de l'aviation, du maritime, des routes et des transports futurs. Il reste à ce poste jusqu'aux élections générales de 2017, après quoi il rejoint le Comité du développement international.
Lors du référendum de 2016 au Royaume-Uni sur l'adhésion à l'Union européenne, il soutient le maintien dans l'UE, cependant, la majorité de ses électeurs de Birmingham Northfield votent pour partir (61,8%).
Lors des élections générales du Royaume-Uni du 12 décembre 2019, il se représente et est battu par le candidat conservateur, Gary Sambrook, qui l'emporte par une majorité de 1640 voix; Burden reçoit 18 317 voix contre les 19 957 voix de Sambrook.
Burden a présidé le groupe parlementaire palestinien et a fréquemment posé des questions aux ministres sur des questions liées au conflit au Moyen-Orient. Il est l’un des critiques parlementaires les plus éminents de la politique israélienne dans la région, en particulier en ce qui concerne son expansion des colonies en Cisjordanie.
Il parle français et est un passionné de sport automobile. En 2002, il devient le conseiller spécial du ministre des Sports, Richard Caborn, sur le sport automobile.